# ابهايا أندريان
ابهايا أندريان (مواليد 11 تشرين الثاني لعام 1945) هو أستاذ وباحث هندي في علم الإحصاء الحيوي. عمل بمختلف المنظمات والجامعات من ضمنها جامعة دلهي للعلوم الطبية ومنظمة الصحة العالمية.
يقيم ابهايا حاليا في دلهي، الهند منذ تقاعده. متزوج ولديه طفلان.

## حياته وتعليمه
ولد ابهايا اندريان في 11 تشرين الثاني من عام 1945 في ميروت، الهند، في الوقت الذي كانت الهند تقاتل للحصول على حريتها من الحكم البريطاني. وهو السبب خلف سجن والده، الذي كان يحارب من اجل الحرية، وسجن في أكثر من مرة ولفترات طويلة.
تلقى ابهايا تعليمه المبكر في ميروت من كلية N.A.S. Inter، و كلية ميروت. في عام 1977، حصل على شهاديتي الماجستير والدكتوراه  من جامعة ولاية أوهايو في كولومبوس ، أوهايو، الولايات المتحدة الأمريكية.

## المسار المهني
كان ابهايا إندريان البروفسيور المؤسس ورئيس قسم الإحصاء الحيوي والمعلوماتية الطبية في جامعة دلهي للعلوم الطبية. في عام 1995 تم إنشاء قسمه كقسم مستقل، وتم ترقيته إلى قسم كامل في عام2005.
خلال فترة عمله في الكلية منذ عام 1979، كان المستشار الرياضي، منسق وحدة التعليم الطبي، رئيس لجنة الكمبيوتر، ولجنة التذكارات الميسرة، وتولى التقارير السنوية وعقد العديد من المهام الهامة الأخرى. كما قام بتدريس دورات عبر الإنترنت لطلاب معهد تعليم الإحصاء في مقاطعة أرلينغتون بولاية فيرجينيا.كما قام بتعليم الطلبة مسار الإحصاء عبر الإنترنت في مقاطعة أرلنغتون(فيرجينيا).
لديه أكثر من 200 منشور لصالحه ، بما فيها من كتب في الإحصاء الحيوي الطبي ، وموسوعة مختصرة عن الإحصاء الحيوي للمهنيين الطبيين. وتظهر قائمة جزئية من مشوراته على موقع الاكاديمية الهندية للعلوم. من بين أعماله الهامة الأخرى: مؤشر التدخين في مجموعة من أرشيف ابحاث الإحصاء الحيوي لصحافة بيركلي الإلكترونية، وتعد من بين أفضل 5 تنزيلات؛ وتقديرات وتوقعات حالات القلب والأوعية الدموية والسكري في الهند ، التي تم اقتباسها في التقديرات الرسمية لحكومة الهند في ملف الصحي الوطني.
بقي في المؤسسة حتى تقاعده عام 2010، حيث بلغ سن 65.

## الإنجازات
تعاون ابهايا أندريان مع منظمة الصحة العالمية في العديد من المشاريع بما في ذلك العبئ الوطني لدراسات الامراض: دليل علمي، تدريس الإحصائيات الصحية، 11 اسئلة صحية حول11 دولة محجورة، وعمل كمستشار مؤقت للمشاورات بين الاقاليم. وكان المحرر التقني للتقريرهم الثنائي الصحي بين الإقليمين في آسيا والمحيط الهادئ وشارك في النقاش على تقييم أداء النظم الصحية. وقد أكمل 32 مهمة لمنظمة الصحة العالمية، و 3 مهام للبنك الدولي، و 3 مهام لبرنامج الأمم المتحدة المشترك المعني بفيروس نقص المناعة البشرية / الإيدز، و 2 لمساعدة الدنماركية للبرنامج الوطني للوقاية من العمى ومكافحته. وقد اقترح الطب الإحصائي كتخصص طبي جديد ناشئ.

## الأوسمة والجوائز
- انتخب كزميل في الأكاديمية الهندية للعلوم عام (2011).[18]
- عضو في الجمعية الإحصائية الملكية عام (2002).[19]
- انتخب كزميل في الاكاديمية الوطنية للعلوم الطبية (الهند) – تمييز نادر للعالم غير الطبي الذي تم تكريمه في ذلك الوقت (1998).[20]
- انتخب كزميل في المجتمع الهندي للإحصاءات الطبية (1996).
- زميل في منظمة الصحة العالمية وعالم البحوث الزائر بجامعة ماساتشوستس، أمهيرست، ماجستير (1995).
- منسق مجموعة المصالح الخاصة للمعلوماتية الطبية، جمعية الحاسبات الهندية (1994_1999).[21]
- رئيس لجنة اليوبيل الفضي، الجمعية الهندية للإحصاءات الطبية (2008-2011).
- الرئيس المنتخب للجمعية الهندية للإحصاءات الطبية (2012-2014).
- رئيس الجمعية الهندية للإحصاءات الطبية (2015).